# Una aventura llamada Menudo
Una Aventura Llamada Menudo es el álbum con la banda sonora de la película del mismo nombre del boy band puertorriqueña Menudo, lanzado en 1982 por el sello discográfico Padosa. La formación del grupo en ese período incluía a los miembros: Ricky Meléndez, Johnny Lozada, Charlie Massó, Xavier Serbiá y Miguel Cancel.
El álbum fue promovido a través de comerciales en revistas. En 1984, fue nominado al Grammy Award para Mejor Álbum Pop Latino, perdiendo frente al álbum Me enamoré de José Feliciano.

## Desempeño comercial
Comercialmente, el álbum se convirtió en un éxito, alcanzando las primeras posiciones en las lista de éxitos musicales de su país natal y de Colombia. En Estados Unidos apareció en las listas de la revista Billboard, dedicadas a la música latina. La canción "A Volar" obtuvo un disco de oro en Estados Unidos por sus altas ventas en el país. En 1998, el álbum fue lanzado junto con otros tres álbumes de Menudo (Por amor, Quiero ser y Fuego), en compact disc (CD). Según la revista Billboard, en la primera semana de ventas, los cuatro álbumes juntos superaron las 10 mil unidades en Estados Unidos.

## La película
En la película, los integrantes del grupo deciden tomar un globo de aire caliente para un show, pero terminan cayendo en un bosque. En este contexto, los chicos viven sus propias aventuras mientras la discográfica intenta traerlos de vuelta para que puedan presentarse en el show. En cuanto a la recepción crítica especializada, el diario La Nación afirmó que la fotografía era aceptable, pero las interpretaciones eran malas. El mismo diario informó, semanas después, que la película se estaba exhibiendo en Nueva York con bastante éxito durante 13 semanas desde su estreno. En los cines latinos de Times Square, la película estuvo 26 semanas en cartelera.

## Lista de canciones
| N.º | Título                   | Escritor(es)                                 | Singer(s)      | Duración |  |
| 1.  | «A Volar»                | Alejandro Monroy, Carlos Villa, Edgardo Díaz | Miguel Cancel  |          |  |
| 2.  | «Señora Mia»             | Monroy                                       | Johnny Lozada  |          |  |
| 3.  | «Lluvia»                 | Monroy                                       | Group          |          |  |
| 4.  | «Clara»                  | Monroy                                       | Johnny Lozada  |          |  |
| 5.  | «Tú Te Imaginas»         | Monroy                                       | Miguel Cancel  |          |  |
| 6.  | «Dame Un Beso»           | Monroy                                       | Johnny Lozada  |          |  |
| 7.  | «Coquí»                  | Monroy                                       | Charlie Massó  |          |  |
| 8.  | «Cámbiale Las Pilas»     | Monroy                                       | Ricky Meléndez |          |  |
| 9.  | «Estrella Polar»         | Monroy                                       | Group          |          |  |
| 10. | «A Volar (Instrumental)» | Monroy                                       |                |          |  |

## Posicionamiento en listas

#### Semanales
| Lista musical (1983)                                     | Mejor posición |
| -------------------------------------------------------- | -------------- |
| Colombia (Triunfadores/Ventas)                           | 1              |
| Estados Unidos (Billboard Top Latin Albums - California) | 1              |
| Estados Unidos (Billboard Top Latin Albums - Florida)    | 13             |
| Estados Unidos (Billboard Top Latin Albums - Nueva York) | 1              |
| Estados Unidos (Billboard Top Latin Albums - Texas)      | 3              |
| Puerto Rico (Billboard Top LPs)                          | 1              |